# O Caçador e a Rainha do Gelo
The Huntsman: Winter's War (bra/prt: O Caçador e a Rainha do Gelo) é um filme estadunidense de 2016, dos gêneros drama, ação, fantasia e aventura, dirigido pelo estreante Cedric Nicolas-Troyan, com roteiro baseado no conto de fadas Branca de Neve, compilado pelos irmãos Grimm.

## Elenco
- Chris Hemsworth como Eric, o Caçador
- Charlize Theron como Ravenna, a Rainha Má
- Emily Blunt como Freya, a Rainha do Gelo
- Jessica Chastain como Sarah, a esposa de Eric
- Sam Claflin como William, marido da Branca de Neve